# 虎嘯山の戦い
虎嘯山の戦い（こしょうざんのたたかい）は、1264年（景定5年/至元元年）にモンゴル帝国と南宋との間で行われた戦闘。この歳、南宋側で新たに四川方面の司令官に任じられた夏貴が大軍でもって虎嘯山（現在の四川省広安市前鋒区の東）を包囲したが、虎嘯山の守将である張庭瑞は南宋軍の包囲を耐え凌ぎ、援軍として到着した焦徳裕らとともに南宋軍を撃ち破った。
戦場となった虎嘯山は虎相城、虎嘯山寨とも表記される。

## 概要
景定5年（1264年）4月3日、南宋朝廷はモンゴル軍の侵攻に対する対策として、夏貴を四川安撫制置使・知重慶府・四川総領・夔路転運使に任命して四川方面に派遣した。四川に赴任した夏貴はまず対モンゴルの最前線である渠州に兵糧を届けるよう都統の王甫に命じ、自らはモンゴル側の前線基地である虎嘯山を攻撃することを計画した。夏貴による虎嘯山の包囲計画はモンゴル側にも伝わっており、同年6月に万戸の石抹紇札剌が命を受けて元帥のキプチャク（欽察）を援軍として虎嘯山に派遣している。
この頃、虎嘯山にはモンゴルに仕える張庭瑞が5千の兵とともに駐屯しており、夏貴とその配下の張玨・昝万寿・孫立らが数万の兵を率いて虎嘯山を包囲すると、籠城戦を開始した。当初、張庭瑞配下の諸将は出城して決戦を挑むべきでると主張したが、張庭瑞は「敵軍は我が方の10倍近く多く、我らが往けば殲滅されるであろう（彼衆十、我往則殲矣）」と述べ、援軍要請を行うとともに籠城に専念することを決めたという。張庭瑞は砲撃によって柵が破られると牛馬の革を広げて大樹にかけ柵がわりにし、また水攻めによって水不足となると人畜の溲（小便）を煮沸してしのぐなど、様々な手をこらして南宋軍の攻撃を耐え凌いだ。
数カ月にわたる包囲戦の末、遂に元帥のキプチャク（欽察）が派遣した趙匣剌・焦徳裕らが援軍として到着した。援軍の到着を知った張庭瑞は「敵軍は我らが怯懦で出戦することはないと思っているだろう」と述べ、1500の兵を500名ずつ3隊に分け、夜襲を仕掛けた。時を同じくして焦徳裕も配下の兵卒に一人あたり3つもの松明を持たせ、実態以上に兵数を多く見せかけた上で夜襲を行った。夜間に内外から予想外の攻撃を受けた夏貴軍は敗走し、張庭瑞は都統の欒俊・雍貴・胡世栄ら5名を捕縛・殺害する功績を挙げ、モンゴル側は全体で1千の首級と1万を超える馬畜・兵仗を獲る大勝利となった。張庭瑞は激戦の中で全身に何カ所も傷を負ったが、趙匣剌は敗走する南宋軍を追撃して新明県（現在の四川省広安市岳池県）まで至り、30余りの首級を得ている。
なお、虎嘯山の戦いを巡る記述は史料によってやや異なり、張庭瑞の伝記である「張公神道碑」には「援軍が積極的に戦おうとしなかった（援至不敢前）」とあるが、これは張庭瑞の功を強調するためのもので史実とは異なると考えられる。また夏貴の伝記である「夏公神道碑銘」には「監軍の呼延徳が成都への援軍のため兵を移すことを乞うたため、昝万寿・孫立らとともに虎相（虎嘯山）を去って潼川に向かった」とあり敗戦のことを明記していないが、これも夏貴にとって不名誉な事実を隠蔽したものとみられる。